# Zürcher Vokalisten
Die Zürcher Vokalisten wurden im November 2002 von ihrem Leiter Christian Dillig gegründet. Der aus etwa 30 Sängerinnen und Sängern bestehende Chor hat sich zum Ziel gesetzt, anspruchsvolle Chormusik verschiedenster Epochen und Stilrichtungen auf gehobenem stimmlichem und musikalischem Niveau einzustudieren und aufzuführen. Der Chor erarbeitete bisher fast 30 Programme mit einer Spannbreite vom Renaissancemadrigal über Oratorisches bis zum Vocaljazz.
Themenbezogene Programme um ein Motto wie „Lachen und Weinen“, „Wind und Wetter“, „Musik zum Frieden“, „Wiege des Jahres“ usw. wechselten ab mit regionalen Schwerpunktprogrammen nordischer, östlicher, baltischer, englischer und französischer Komponisten. Darüber hinaus verwirklichte der Chor zwei reine Jazzchor und verschiedene oratorische Projekte, unter anderem mit dem Oratorium „König David“ von Arthur Honegger, dem „Requiem“ von Gabriel Fauré und der „Petite Messe Solennelle“ von Gioacchino Rossini. Fünf besondere Höhepunkte erlebte der Chor bei Aufführungen des Duruflé-Requiems (2008) und der „Messe für Doppelchor“ von Frank Martin (2012) gemeinsam mit dem professionellen Kammerchor Cantus Uschgorod aus der Ukraine, der „Missa de Lumine“ von David Haladjian mit den Armenian Chamber Players (2009), dem Dreichöreprojekt „Max Reger: Vater unser“ mit dem Kammerchor Notabene, Basel und dem Vokalensemble Novantiqua, Bern (2011).
Im Jahr 2013 erhielten die Zürcher Vokalisten am Chorwettbewerb von Fribourg den «Prix Helvetic». Ebenfalls 2013 erschien im deutschen Klassiklabel Spektral „Blue Bird“, die erste CD der Zürcher Vokalisten. Im Frühling 2014 gab der Chor Konzerte in Ajdovscina und Ljubljana (Slowenien).